# مینا لیچیونه
مینا لیچیونه (انگلیسی: Mina Liccione؛ زادهٔ) کمدین اهل American است.